# That's My Wife
That's My Wife é um filme de comédia britânico de 1933, dirigido por Leslie S. Hiscott, escrito por Michael Barringer (baseado num conto de W.C. Stone) e estrelado por Claud Allister, Frank Pettingell e Davy Burnaby.